# Öldzít járás (Hentij)
Öldzít járás (mongol nyelven: Өлзийт сум) Mongólia Hentij tartományának egyik járása. Területe 2400 km². Népessége kb. 2000 fő.
Székhelye 53 km-re fekszik Öndörhán tartományi székhelytől.